# Lev Kreft

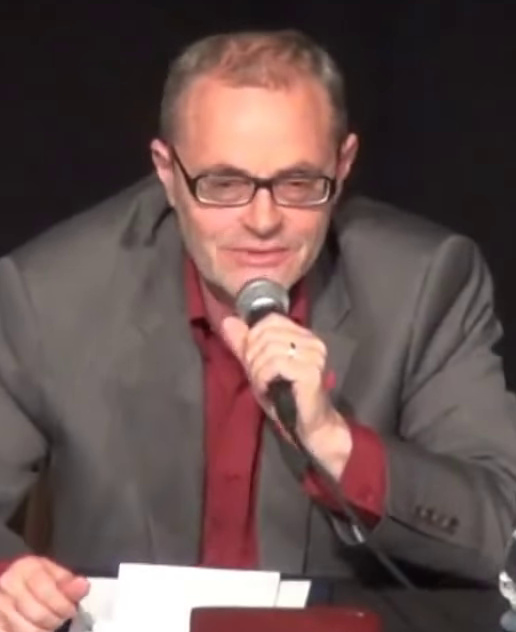
Lev Kreft, 2013

Lev Kreft (* 15. September 1951 in Ljubljana, Jugoslawien) ist ein slowenischer Philosoph und Politiker.

## Leben
Lev Kreft studierte Philosophie und Soziologie an der Universität Ljubljana. Themen seiner Diplom- und Magisterarbeit waren Walter Benjamin und Herbert Marcuse.
Er lehrt seit 1982, zunächst als Dozent, Philosophie an der Universität Ljubljana, daneben zeitweise auch an anderen Hochschulen in Ljubljana. 2000 war er als Senior Research Fellow am Centre for the Study of Democracy der University of Westminster. Seit 2001 ist er ordentlicher Professor. Er beschäftigt sich hauptsächlich mit Fragen der Ästhetik, der Kunst- und Kulturphilosophie, sowie der Sportphilosophie. In den Jahren 1999–2004 war er Vorsitzender der Slowenischen Gesellschaft für Ästhetik.
Von 1978 bis 1979 war Lev Kreft Präsident der Sozialistischen Jugendorganisation Jugoslawiens. Er war ab 1989 Mitglied der ersten unabhängigen Partei Jugoslawiens, der Udruženje za jugoslovensku demokratsku inicijativu, ab 1990 war er Abgeordneter des Parlaments der Republik Slowenien. Nach der Unabhängigkeit Sloweniens war er für die ZLSD 1992–1996 Abgeordneter des slowenischen Parlaments; bei der Präsidentschaftswahl 2002 erhielt er 2,2 % der Stimmen.
Er war von 2000 bis 2004 Direktor des Mirovni inštitut (Friedens-Institut), danach dessen Geschäftsführer, seit 2012 ist er Vorsitzender von dessen Aufsichtsrat. Er gehörte der in den Jahren 2010 bis 2013 bestehenden Kommission für Frauen in der Wissenschaft des slwonenischen Bildungsministeriums an.

## Werke
- Berimo Marxa, 1975
- mit Aleš Erjavec und Heinz Paetzold: Kultura kot alibi, 1988, ISBN 86-7045-038-0
- Spopad na umetniški levici med vojnama, 1989 (zugl. Diss. 1988)
- Estetika in poslanstvo, 1994 (ISBN 961-6014-22-6)
- Days of youth. Political aesthetics and physical culture, in: Sporting Reflections. Some philosophical perspectives, hrsg. v. Heather Sheridan, 2007 (ISBN 978-1-84126-182-9)
- The radical critique of sport, in: Mike J. McNamee, William John Morgan (Hrsg.), Routledge handbook of the philosophy of sport, 2015, ISBN 978-0-415-82980-9, S. 218–237
- Toward a Marxist aesthetics, in: Žarko Cvejić u. a. (Hrsg.): The crisis in the humanities. Transdisciplinary solutions, 2016, ISBN 978-1-4438-9782-2, S. 46–60
- mit Aldo Milohnić: When the Avant-Gardists Go Marching In, in: Urška Jurman u. a. (Hrsg.): Extending the dialogue. Essays by Igor Zabel Award laureates, grant recipients, and jury members, 2008–2014, 2016, ISBN 978-3-943620-52-8, S. 380–407
- The governance of sport, in: Sport, ethics and philosophy. Official journal of the British Philosophy of Sport Association, ISSN 1751-1321, Jg. 11.2017, S. 119–131.
- mit Irenej Brumec: Premislimo šport. Uvod v filozofijo športa, 2017, ISBN 978-961-288-160-3